# Keihan Ishiyama-Sakamoto-lijn
De Keihan Ishiyama-Sakamoto-lijn  (京阪交野線; Keihan Ishiyama-Sakamoto-sen) is een spoorlijn in de Japanse stad Ōtsu. De lijn maakt deel uit van het netwerk van Keihan in de regio Osaka-Kobe-Kioto en behoort tot de Ōtsu-lijnen. De lijn loopt van het station Ishiyamadera tot aan Sakamoto en is vernoemd naar de plekken waar de lijn begint en eindigt. Vanaf het station Ōjiyama tot aan het eindstation loopt de spoorlijn evenwijdig aan de Kosei-lijn en tussen de stations Keihan Zeze en Keihan Ishiyama aan de Biwako-lijn.  
Hoewel de Ishiyama-Sakamoto-lijn een spoorlijn is, heeft de lijn enigszins weg van een lightrail/sneltram: de trein rijdt een kort stuk op de straat en kent een hoge haltedichtheid.   

## Geschiedenis
Het eerste gedeelte van de Ishiyama-Sakamoto-lijn, tussen Sakamoto en Hamaōtsu werd in 1913 aangelegd. In 1974 kreeg de lijn de huidige vorm. Tussen 1937 en 1974 zijn er zeven stations gesloten, waarvan de meeste tijdens of vlak na de Tweede Wereldoorlog.

## Treinen
- Futsu (普通, stoptrein) stopt op elk station.

## Stations
| Station             | Japans       | Verbindingen                          | Stad |
| ------------------- | ------------ | ------------------------------------- | ---- |
| Ishiyamadera        | 石山寺       |                                       | Ōtsu |
| Karahashimae        | 唐橋前       |                                       | Ōtsu |
| Keihan Ishiyama     | 京阪石山     | JR West: Biwako-lijn                  | Ōtsu |
| Awazu               | 粟津         |                                       | Ōtsu |
| Kawaragahama        | 瓦ヶ浜       |                                       | Ōtsu |
| Nakanoshō           | 中ノ庄       |                                       | Ōtsu |
| Zezehonmachi        | 膳所本町     |                                       | Ōtsu |
| Nishiki             | 錦           |                                       | Ōtsu |
| Keihan Zeze         | 京阪膳所     | JR West: Biwako-lijn                  | Ōtsu |
| Ishiba              | 石場         |                                       | Ōtsu |
| Shimanoseki         | 島ノ関       |                                       | Ōtsu |
| Biwako-hamaotsu     | びわ湖浜大津 | Keihan: Keishin-lijn                  | Ōtsu |
| Miidera             | 三井寺       |                                       | Ōtsu |
| Otsu-shiyakusho-mae | 大津市役所前 |                                       | Ōtsu |
| Keihan-otsukyo      | 京阪大津京   | JR West: Kosei-lijn (station Ōtsukyō) | Ōtsu |
| Ōmijingūmae         | 近江神宮前   |                                       | Ōtsu |
| Minami-Shiga        | 南滋賀       |                                       | Ōtsu |
| Shigasato           | 滋賀里       |                                       | Ōtsu |
| Anō                 | 穴太         |                                       | Ōtsu |
| Matsunobamba        | 松ノ馬場     |                                       | Ōtsu |
| Sakamoto            | 坂本         | Hiezan: Sakamoto kabelbaan            | Ōtsu |

## Spoorwegmaterieel
De 600, 700 en 800-series van Keihan. 